# Association of Tennis Professionals
Association of Tennis Professionals (ATP) este asociația care reunește jucătorii profesioniști de tenis de sex masculin din întreaga lume. A fost creată în septembrie 1972 de Donald Dell, Jack Kramer și Cliff Drysdale pentru a proteja interesele jucătorilor profesioniști de tenis, iar Drysdale a devenit primul președinte. Omologul său feminin este WTA.
Scopul principal al asociației este de a proteja interesele jucătorilor în raport cu diferitele aspecte ale activității, precum și de a gestiona și organiza servicii esențiale, cum ar fi, de exemplu, cel al întocmirii clasamentului mondial numit, Clasamentul ATP. Clasamentul ATP este condiția prealabilă pe baza căreia ATP întocmește tablourile de marcaj pentru participare, la cererea jucătorilor de tenis individuali, la turneele circuitului internațional, hotărând capii de serie și meciuri directe prin tragere la sorți.
Sediul global al ATP se află la Londra. Divizia americană are sediul la Ponte Vedra Beach, Florida, cea europeană are sediul central la Monaco și ATP International, care acoperă Africa, Asia și Australia, are sediul la Sydney, Australia.

## Turnee ATP
| Tip turneu             | Număr | Premiu total în bani (USD)        | Puncte de clasare ale câștigătorului | Organ de conducere |
| ---------------------- | ----- | --------------------------------- | ------------------------------------ | ------------------ |
| Grand Slam             | 4     | A se vedea articolele individuale | 2.000                                | ITF                |
| Turneul Campionilor    | 1     | 4.450.000                         | 1.100–1.500                          | ATP (2009–prezent) |
| ATP Tour Masters 1000  | 9     | 2.450.000 până la 3.645.000       | 1000                                 | ATP                |
| ATP Tour 500           | 13    | 755.000 până la 2.100.000         | 500                                  | ATP                |
| ATP Tour 250           | 40    | 416.000 până la 1.024.000         | 250                                  | ATP                |
| ATP Challenger Tour    | 178   | 35.000 până la 168.000            | 80 până la 125                       | ATP                |
| Circuitul masculin ITF | 534   | 15.000 și 25.000                  | 10 până la 20                        | ITF                |
| Jocurile Olimpice      | 1     | See individual articles           | 0                                    | IOC                |

## Clasamente ATP
ATP publică săptămânal clasamentul jucătorilor profesioniști întocmit pe rezultatele ultimelor 52 de săptămâni și folosit pentru determinarea calificărilor de intrare și tabelele de clasificare ale tuturor turneelor, atât la dublu, cât și la simplu. Punctele câștigate în fiecare turneu se acumulează și sunt valabile 52 de săptămâni, după care sunt eliminate, cu excepția punctelor obținute în finala ATP, care vor fi eliminate în urma ultimului eveniment ATP al anului. Jucătorul cu cele mai multe puncte până la sfârșitul sezonului este numărul 1 mondial al anului.
La începutul sezonului 2009, toate punctele de clasare acumulate au fost dublate pentru a le alinia la noul sistem de clasare a turneelor.

### Clasament actual
| Clasament ATP (simplu), la data de 17 martie 2025 | Clasament ATP (simplu), la data de 17 martie 2025 | Clasament ATP (simplu), la data de 17 martie 2025 | Clasament ATP (simplu), la data de 17 martie 2025 | Clasament ATP (simplu), la data de 17 martie 2025 |
| #                                                 | Jucător                                           | Puncte                                            | Mod.                                              |                                                   |
| ------------------------------------------------- | ------------------------------------------------- | ------------------------------------------------- | ------------------------------------------------- | ------------------------------------------------- |
| 1                                                 | Jannik Sinner (ITA)                               | 11.330                                            | ▬                                                 |                                                   |
| 2                                                 | Alexander Zverev (GER)                            | 7.945                                             | ▬                                                 |                                                   |
| 3                                                 | Carlos Alcaraz (ESP)                              | 6.910                                             | ▬                                                 |                                                   |
| 4                                                 | Taylor Fritz (USA)                                | 4.900                                             | ▬                                                 |                                                   |
| 5                                                 | Novak Djokovic (SRB)                              | 3.860                                             | ▲ 2                                               |                                                   |
| 6                                                 | Casper Ruud (NOR)                                 | 3.855                                             | ▼ 1                                               |                                                   |
| 7                                                 | Jack Draper (GBR)                                 | 3.800                                             | ▲ 7                                               |                                                   |
| 8                                                 | Daniil Medvedev                                   | 3.680                                             | ▼ 2                                               |                                                   |
| 9                                                 | Andrei Rubliov                                    | 3.440                                             | ▼ 1                                               |                                                   |
| 10                                                | Stefanos Tsitsipas (GRE)                          | 3.405                                             | ▼ 1                                               |                                                   |
| 11                                                | Alex de Minaur (AUS)                              | 3.335                                             | ▼ 1                                               |                                                   |
| 12                                                | Holger Rune (DEN)                                 | 3.270                                             | ▲ 1                                               |                                                   |
| 13                                                | Tommy Paul (USA)                                  | 3.030                                             | ▼ 2                                               |                                                   |
| 14                                                | Ben Shelton (USA)                                 | 2.980                                             | ▼ 2                                               |                                                   |
| 15                                                | Grigor Dimitrov (BUL)                             | 2.745                                             | ▬                                                 |                                                   |
| 16                                                | Lorenzo Musetti (ITA)                             | 2.650                                             | ▬                                                 |                                                   |
| 17                                                | Frances Tiafoe (USA)                              | 2.485                                             | ▬                                                 |                                                   |
| 18                                                | Arthur Fils (FRA)                                 | 2.480                                             | ▲ 3                                               |                                                   |
| 19                                                | Félix Auger-Aliassime (CAN)                       | 2.415                                             | ▼ 1                                               |                                                   |
| 20                                                | Ugo Humbert (FRA)                                 | 2.375                                             | ▼ 1                                               |                                                   |

| Clasament ATP (dublu) la data de 17 martie 2025 | Clasament ATP (dublu) la data de 17 martie 2025 | Clasament ATP (dublu) la data de 17 martie 2025 | Clasament ATP (dublu) la data de 17 martie 2025 | Clasament ATP (dublu) la data de 17 martie 2025 |
| #                                               | Jucător                                         | Puncte                                          | Mod.                                            |                                                 |
| ----------------------------------------------- | ----------------------------------------------- | ----------------------------------------------- | ----------------------------------------------- | ----------------------------------------------- |
| 1                                               | Marcelo Arévalo (ESA)                           | 8.530                                           | ▬                                               |                                                 |
| =                                               | Mate Pavić (CRO)                                | 8.530                                           | ▬                                               |                                                 |
| 3                                               | Henry Patten (GBR)                              | 7.295                                           | ▬                                               |                                                 |
| 4                                               | Harri Heliövaara (FIN)                          | 7.120                                           | ▬                                               |                                                 |
| 5                                               | Jordan Thompson (AUS)                           | 6.575                                           | ▲ 6                                             |                                                 |
| 6                                               | Kevin Krawietz (GER)                            | 5.970                                           | ▼ 1                                             |                                                 |
| 7                                               | Tim Pütz (GER)                                  | 5.880                                           | ▼ 1                                             |                                                 |
| 8                                               | Simone Bolelli (ITA)                            | 5.790                                           | ▼ 1                                             |                                                 |
| 9                                               | Andrea Vavassori (ITA)                          | 5.790                                           | ▼ 1                                             |                                                 |
| 10                                              | Marcel Granollers (ESP)                         | 5.595                                           | ▼ 1                                             |                                                 |
| 11                                              | Horacio Zeballos (ARG)                          | 5.595                                           | ▼ 1                                             |                                                 |
| 12                                              | Max Purcell (AUS)                               | 5.050                                           | ▲ 1                                             |                                                 |
| 13                                              | Nikola Mektić (CRO)                             | 4.340                                           | ▼ 1                                             |                                                 |
| 14                                              | Michael Venus (NZL)                             | 3.775                                           | ▬                                               |                                                 |
| 15                                              | Neal Skupski (GBR)                              | 3.610                                           | ▲ 1                                             |                                                 |
| 16                                              | Lloyd Glasspool (GBR)                           | 3.530                                           | ▼ 1                                             |                                                 |
| 17                                              | Julian Cash (GBR)                               | 3.215                                           | ▬                                               |                                                 |
| 18                                              | Andrés Molteni (ARG)                            | 3.140                                           | ▲ 4                                             |                                                 |
| 19                                              | Matthew Ebden (AUS)                             | 3.105                                           | ▲ 1                                             |                                                 |
| 20                                              | Nathaniel Lammons (USA)                         | 3.050                                           | ▼ 2                                             |                                                 |